# پل سلطان محمد فاتح
پل سلطان محمد فاتح (انگلیسی: Fatih Sultan Mehmet Bridge) نام پلی در شهر استانبول ترکیه است که بر روی تنگه بسفر ساخته شده است. این پل در زمان ساخته شدن پنجمین پل معلق جهان از لحاظ طول به شمار می‌رفت ولی امروزه در جایگاه بیست و یکم قرار دارد.